# Zwierki (gromada)
Zwierki – dawna gromada, czyli najmniejsza jednostka podziału terytorialnego Polskiej Rzeczypospolitej Ludowej w latach 1954–1972.
Gromady, z gromadzkimi radami narodowymi (GRN) jako organami władzy najniższego stopnia na wsi, funkcjonowały od reformy reorganizującej administrację wiejską przeprowadzonej jesienią 1954 do momentu ich zniesienia z dniem 1 stycznia 1973, tym samym wypierając organizację gminną w latach 1954–1972.
Gromadę Zwierki z siedzibą GRN w Zwierkach utworzono – jako jedną z 8759 gromad – w powiecie białostockim w woj. białostockim, na mocy uchwały nr 11/V WRN w Białymstoku z dnia 4 października 1954. W skład jednostki weszły obszary dotychczasowych gromad Zwierki, Zagruszany, Protasy i Łubniki oraz miejscowość Skrybicze z dotychczasowej gromady Skrybicze i obszar l.p. N-ctwa Dojlidy o pow. 147,02 ha ze zniesionej gminy Zabłudów w tymże powiecie. Dla gromady ustalono 10 członków gromadzkiej rady narodowej.
31 grudnia 1959 z gromady Zwierki wyłączono wieś Skrybicze i obszar l.p. N-ctwa Dojlidy o pow. 147 ha, włączając je do gromady Kuriany (którą równocześnie zniesiono), równocześnie znosząc gromadę Zwierki i włączając ją do nowo utworzonej gromady Zabłudów.